# Falaris

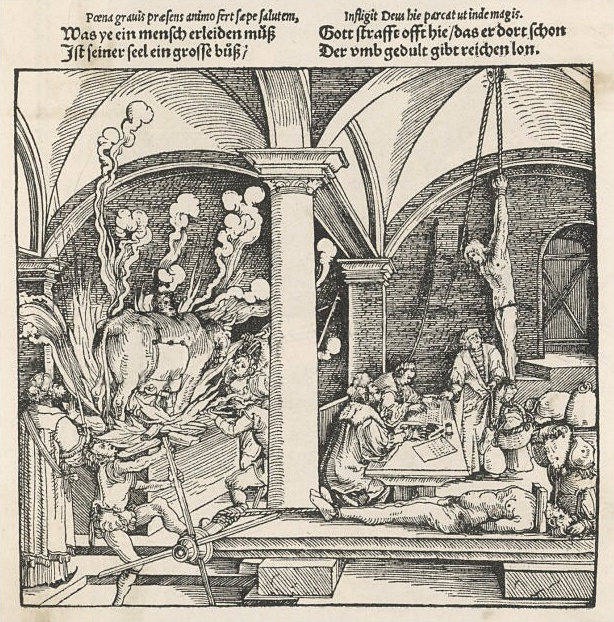
Avrättning och tortyr.

Falaris (grek. Φάλαρις, lat. Phalaris), envåldshärskare i Akragas (Agrigentum) på Sicilien (omkr. 565-549 f.Kr.), dit han hade invandrat från
Astypalaia. I egenskap av huvudman för en tempelbyggnad lyckades han med tillhjälp av en väpnad arbetarhop tillvälla sig envåldsmakten i Akragas, varefter han småningom underkuvade åtskilliga kringliggande städer. 
Sitt sålunda grundade välde sökte han trygga genom en rad av våldshandlingar, men blev under ett upplopp offer för folkets raseri. Falaris är en bland de första grekiska "tyranner", vilka gjort denna benämning i så hög grad förhatlig. 
Såsom exempel på hans grymhet brukar i synnerhet omtalas den ihåliga, av Perillos förfärdigade tjur av mässing (brons, koppar), i vilken de som drabbades av hans onåd blev levande brända. Dock hyste man redan under forntiden tvivel om trovärdigheten av denna berättelse, vilken sannolikt står i förbindelse med den av fenicierna på Sicilien införda Molokskulten. 
Under Falaris namn finns en samling av 148 brev, vilka dock av Richard Bentley bevisats vara oäkta och sannolikt härröra från Antoninernas tidevarv.